# Dęba-Osiedle
Dęba-Osiedle – jedna z trzech części miasta Nowa Dęba (obok Dęby Poręb Dębskich), do 1954 pod względem administracyjnym część wsi Dęby. Stanowi centralną część miasta o charakterze przemysłowo-usługowo-osiedlowym. Zabudowa składa się głównie z bloków.

## Historia
Tereny współczesnej Dęby-Osiedla należały dawniej do wsi i gminy jednostkowej Dęby w powiecie tarnobrzeskim, za II RP w woј. lwowskim. W 1934 Dębę włączono do nowo utworzonej zbiorowej gminie Chmielów, w granicach której utworzyła gromadę.
Powstanie Dęby-Osiedla było ściśle związane z założeniem na terenach Puszczy Sandomierskiej Centralnego Okręgu Przemysłowego. Wtedy to właśnie postanowiono wybudować tu wytwórnię amunicji nr 3. Wpływ na decyzję miał właśnie istniejący w pobliżu poligon wojskowy, na którym można było przeprowadzać próby z amunicją, oraz bliskość zakładów przemysłu metalowego i chemicznego. Pieniądze na budowę fabryki pochodziły z francuskiej pożyczki zbrojeniowej. W 1938 roku rozpoczęto budowę osiedla mieszkaniowego dla przybywających z różnych stron Polski fachowców, głównie kadry technicznej. Oprócz infrastruktury technicznej powstało osiedle mieszkaniowe, szkoła, szpital, stołówka oraz basen kąpielowy o wymiarze 50 m.
Po wybuchu II wojny światowej Dębę zajęli Niemcy, włączając ją początkowo do Heeresgutsbezirk Truppenübungsplatz Süd Dęba w powiecie Dębica w dystrykcie krakowskim (Generalne Gubernatorstwo). W 1944 Niemcy utworzyli gminę Dęba. Zmianę tę władze polskie zatwierdziły dopiero w 1949 roku. Na terenach dębskiego poligonu wraz ze swoimi żołnierzami ćwiczyła armia generała Paulusa, bezpośrednio przygotowująca wyprawę na Związek Radziecki. 29 lipca 1944 roku Dęba została wyzwolona spod okupacji niemieckiej przez oddziały radzieckie (ku czci poległych w walkach na pl. Zwycięstwa ustawiono po wojnie pomnik – czołg).
Po wojnie ponownie w powiecie tarnobrzeskim (gmina Dęba), od sierpnia 1945 w województwie rzeszowskim. Po wojnie fabryka została odbudowana i przekształcona w przedsiębiorstwo państwowe o nazwie Zakłady Metalowe Dezamet. Wtedy właśnie nastąpił największy rozwój tego zakładu oraz miejscowości. Zakłady Metalowe obok wyrobów zbrojeniowych produkowały żelazka, gofrownice, silniki motocyklowe, motorowerowe i łodziowe. W 1957 roku powstał drugi ważny zakład – Spółdzielnia Inwalidów „Zjednoczenie”, która na stałe związała się z miastem, pełniąc również ważną rolę społeczną, jaką jest integracja osób niepełnosprawnych z resztą mieszkańców miasta. Nadanie praw miejskich Dębie miało miejsce 31 grudnia 1961 roku. Wtedy też zmieniono nazwę na Nowa Dęba.
Wraz z reformą wprowadzającą gromady w miejsce gmin, Dęba z Porębami Dębskimi utworzyły gromadę Dęba, oprócz osiedla (dotąd nadal w granicach Dęby), które utworzyło odrębną gromadę Dęba, a którą już w listopadzie tego samego roku przekształcono w osiedle miejskie (odrębną jednostkę administracyjną). Osiedlu Dęba w 1961 zmieniono nazwę na Nowa Dęba i nadano status miasta.
W związku z reaktywowaniem gmin 1 stycznia 1973 roku, reaktywowano gminę Dęba z siedzibą we wsi Dęba, składającą się z 6 sołectw (Alfedówka, Dęba, Jadachy, Poręby Dębskie, Rozalin i Tarnowska Wola), a więc rekonstruując obszar gminy Dęba z 1954 roku (łącznie z Jadachami, które w 1954 należały do gminy Chmielów, natomiast bez obszaru, który wszedł w skład miasta Nowa Dęba).
9 grudnia 1973 nazwę gminy Dęba zmieniono na Nowa Dęba, w związku z powołaniem wspólnej rady narodowe dla gminy Nowa Dęba i miasta Nowa Dęba z siedzibą w Nowej Dębie. W związku z tym powstała współczesna gmina Nowa Dęba. Wieś Dęba utrzymała samodzielność jeszcze przez prawie 4 lata, lecz już 1 sierpnia 1977 włączono ją z połową Poręb Dębskich do Nowej Dęby. Drugą połowę Poręb Dębskich (299 ha) do Nowej Dęby włączono 1 stycznia 1992.